# A Big Hunk O’Love
"A big hunk of love" ( "Un gran pedazo de amor") es una canción interpretada y popularizada por Elvis Presley  compuesta por Aaron Schroeder y Sid Wyche. La compañía RCA la lanzó al mercado como cara A de un disco simple con "My wish came true" en la cara B el 23 de junio de 1959. 

## Grabación y edición
Elvis Presley grabó la canción en los estudios de la compañía RCA en Nashville, Tennessee, el 10 de junio de 1958. RCA editó el tema en formato de disco simple conjuntamente con "My wish came true" compuesta por Ivory Joe Hunter, la cual Elvis había grabado el 6 de septiembre de 1957 en Radio Recorders en Hollywood y necesitó de solo cuatro tomas para tener un master, utilizándose para éste las tomas 3 y 4. RCA sacó a la venta el disco apenas unos días después de la grabación de "A big hunk of love".  
La carátula del mismo llevaba una imagen de Elvis vistiendo el uniforme de soldado, debido a que él se encontraba en su etapa en el ejército y el Coronel Tom Parker buscaba de explotar su imagen de soldado.  La foto fue tomada durante su estadía en Bad Nauheim, Alemania. 
Además del formato simple, la grabación de Presley integró varios álbumes compilatorios como 50,000,000 Elvis Fans Can't Be Wrong, Elvis 30 y el mismo Aloha from Hawaii.

### Músicos
- Elvis Presley – voz y guitarra acústica
- Chet Atkins - guitarra rítmica
- Hank Garland -  guitarra líder
- Bob Moore - contrabajo
- D.J. Fontana, - batería
- Floyd Cramer -  piano [2][1]

## Letra
La letra gira en torno a un joven que le comenta a su pareja que no espera demasiado de ella y que solo necesita "un gran pedazo de amor" de su parte.
Don't be a stingy little mama
You're 'bout to starve me half to death
Well you can spare a kiss or two and
Still have plenty left, no no no
Baby, I ain't askin' much of you

Just a big-a big-a hunk o' love will do

## Nominaciones y posicionamiento en listas
Este sería el último sencillo que entraría en la lista del Billboard Hot 100 hasta abril de 1960. El 6 de julio de 1959 "A big hunk o' love" entra en la lista y escala hasta lograr el puesto número 1 el 10 de agosto del mismo año manteniéndose en esa posición durante dos semanas. La canción también entró en la lista del Billboard Hot R&B songs obteniendo allí el puesto número 10.   En el Reino Unido el tema alcanzó el puesto número 4 del UK Singles Chart 
Paralelamente el tema sería nominado a un premio Grammy junto con Elvis como mejor tema y cantante respectivamente. Elvis incorporaría nuevamente la canción a su repertorio durante las giras de 1972 documentada en la película Elvis on tour, ganadora de un globo de oro, y también durante su show televisivo Aloha from Hawaii Vía Satélite. 
La canción "My wish came true" consiguió a su vez entrar a los charts del Billboard Hot 100 en el puesto número 12 y en Billboard Hot R&B Songs en el número 15. 

### Listas
| Lista (1959)                    | Posición alcanzada |
| ------------------------------- | ------------------ |
| Bélgica (Flandes) (Ultratop 50) | 8                  |
| Bélgica (Valonia) (Ultratop 50) | 21                 |
| Noruega (VG-lista)              | 2                  |
| US Billboard Hot 100            | 1                  |
| US Billboard Hot R&B Songs      | 10                 |
| UK Official Singles Chart       | 4                  |

## Ediciones principales
- A Big Hunk O' Love (Sencillo) RCA 1959 [8]
- 50,000,000 Elvis Fans Can't Be Wrong: Elvis' Gold Records - Volume 2 (álbum) RCA 1959
- Aloha From Hawaii Vía Satéllite (álbum) RCA Victor 1973
- Artist Of The Century (álbum) RCA 1999 [9]
- Elv1s - 30 #1 Hits (álbum) 2002
- The Essential (álbum) RCA 2007